# ヨハン・カジミール (アンハルト＝デッサウ侯)
ヨハン・カジミール（Johann Kasimir von Anhalt-Dessau, 1596年9月7日 - 1660年9月15日）は、アンハルト＝デッサウ侯（在位：1618年 - 1660年）。アンハルト＝デッサウ侯ヨハン・ゲオルク1世とその2番目の妻でプファルツ＝ジンメルン公ヨハン・カジミールの娘であるドロテアの間の最初の息子として生まれた。

## 生涯
1608年から1609年まで、ヨハン・カジミールは従弟でアンハルト＝ベルンブルク侯世子のクリスティアン2世とともにジュネーヴに留学している。1615年に異母兄ヨアヒム・エルンストの早世によって父の後継ぎとされ、1617年に父の創設した「実りを結ぶ会」に入会した。1618年に父が死ぬと侯位を継いだが、国務はもっぱら宮廷の顧問官たちに任せ、狩猟に熱中する生涯を送った。
1652年10月4日の狩猟事故により、死ぬまでベッドで暮らすことを余儀なくされた。侯爵の無聊を紛らすため、高名な詩人・作家のフィリップ・フォン・ツェーゼンがデッサウ宮廷に雇われている。

## 子女
1623年5月18日、ヘッセン＝カッセル方伯モーリッツの娘アグネス（1606年 - 1650年）と結婚し、間に6人の子女をもうけた。
- モーリッツ（1624年）
- ドロテア（1625年 - 1626年）
- ユリアーネ（1626年 - 1652年）
- ヨハン・ゲオルク2世（1627年 - 1693年） - アンハルト＝デッサウ侯
- ルイーゼ（1631年 - 1680年） - 1648年、レグニツァ＝ブジェク公フリスティアンと結婚
- アグネス（1644年）

1651年7月14日、叔父のアンハルト＝ベルンブルク侯クリスティアン1世の娘ゾフィー・マルガレーテ（1615年 - 1673年）と再婚したが、間に子供は生まれなかった。